# Premio Crítica Serra d'Or

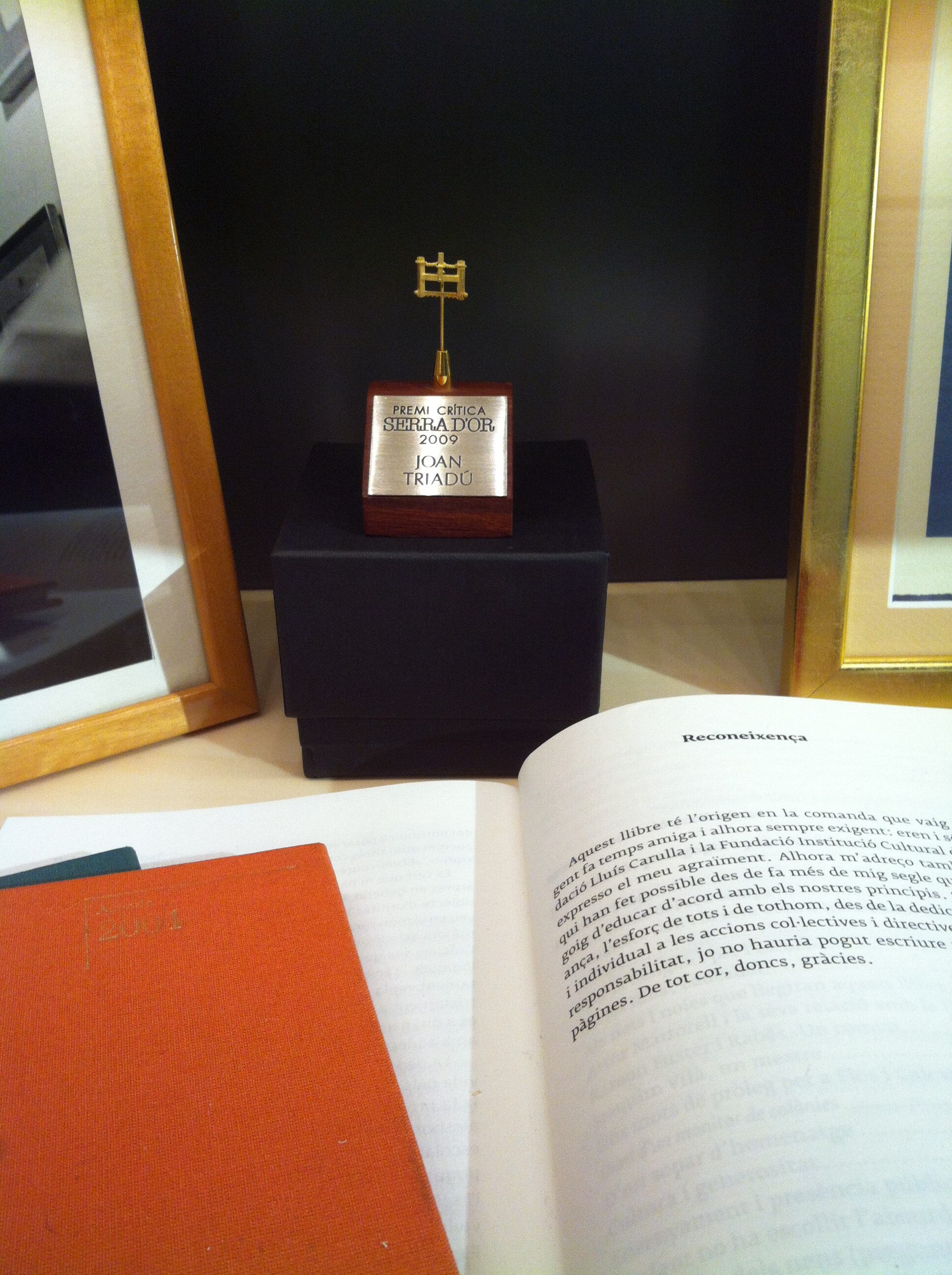
Premio Crítica Serra d'or a Joan Triadú, en una exposición en el Palacio Robert.

El Premio Crítica Serra d'Or es un galardón otorgado anualmente por la revista Serra d'Or, de la Abadía de Montserrat.
Se trata de una distinción sin dotación económica, pero que ha alcanzado un gran prestigio y renombre en el ámbito cultural catalán, y que premia, en sus diferentes categorías, una obra publicada el año anterior. Por tanto, no se trata de un premio a personas u obras que se deban presentarse como candidatas, sino que el jurado distingue las obras que, dentro del ámbito cultural catalán, considera que son merecedoras.
El premio, instituido en 1967, se otorga en las siguientes categorías:
- Literatura y Ensayo
- Recerca
- Teatre
- Literatura Infantil y Juvenil